# Kościół św. Piotra i Pawła w Poczdamie
Kościół pw. św. Piotra i Pawła w Poczdamie – kościół katolicki położony w centralnej dzielnicy Poczdamu. Zamyka oś Brandenburger Straße, na której przeciwległym końcu znajduje się Brama Brandenburska. Obecnie kościół użytkowany jest jako świątynia katolicka parafii w Poczdamie, która należy do archidiecezji berlińskiej. 

## Architektura i wnętrze
Jest to budowla wykonana w stylu eklektycznym z wykorzystaniem elementów romańskich i bizantyjskich. Wieża kościelna wzorowana na kościele w Weronie liczy 60 m wysokości. 
We wnętrzu znajdują się trzy obrazy autorstwa Antoine'a Pesnego, XVIII-wiecznego malarza tworzącego w stylu barokowym.

## Historia
Kościół powstał w 2 połowie XIX w. jako katolicka świątynia garnizonowa dla żołnierzy tego wyznania, stacjonujących w mieście na podstawie planów Friedricha Wilhelma Stülera i Wilhelma Salzenburga. Jego budowa trwała 3 lata (1867–1870).